# Chen Yibing
Chen Yibing (陈一冰S, Chén YībīngP, 陳一冰T; Tientsin, 19 dicembre 1984) è un ginnasta cinese, vincitore di due medaglie d'oro alle Olimpiadi di Pechino 2008, nel Concorso a squadre e negli Anelli.

## Palmarès
- Giochi olimpici estivi

Pechino 2008: oro nel concorso a squadre e negli anelli.
Londra 2012: oro nel concorso a squadre, argento negli anelli.
- Campionati mondiali di ginnastica artistica

2006 - Aarhus: oro nel concorso a squadre e negli anelli.
2007 - Stoccarda: oro nel concorso a squadre e negli anelli.
2010 - Rotterdam: oro nel concorso a squadre e negli anelli.
2011 - Tokyo: oro nel concorso a squadre e negli anelli.
- Giochi asiatici

2006 - Doha: oro nel concorso a squadre e negli anelli.